# Station Sappemeer Oost
Station Sappemeer Oost is een voormalig station in Sappemeer in de provincie Groningen en lag iets oostelijk van station Hoogezand-Sappemeer aan de spoorlijn van Groningen naar Bad Nieuweschans en Duitsland. 
De spoorlijn naar Bad Nieuweschans waaraan het station lag, werd geopend op 1 mei 1868 en tot 27 mei 2000 was de exploitatie in handen van de Nederlandse Spoorwegen. Tussen 28 mei 2000 en 10 december 2005 was de exploitatie in handen van Arriva-dochteronderneming NoordNed. Van 11 december 2005 tot 12 december 2020 werd de exploitatie voortgezet onder de vlag van Arriva.

## Sluiting
Het station werd op 13 december 2020, eerder dan gepland, gesloten en in oktober 2021 door ProRail afgebroken. In 2016 werden de plannen om het station te sluiten gemaakt, omdat door het inleggen van sneltreinen naar Winschoten in de nieuwe concessie het aandoen van dit station niet meer mogelijk was: het perron was namelijk korter dan dat van de andere stations langs deze lijn.

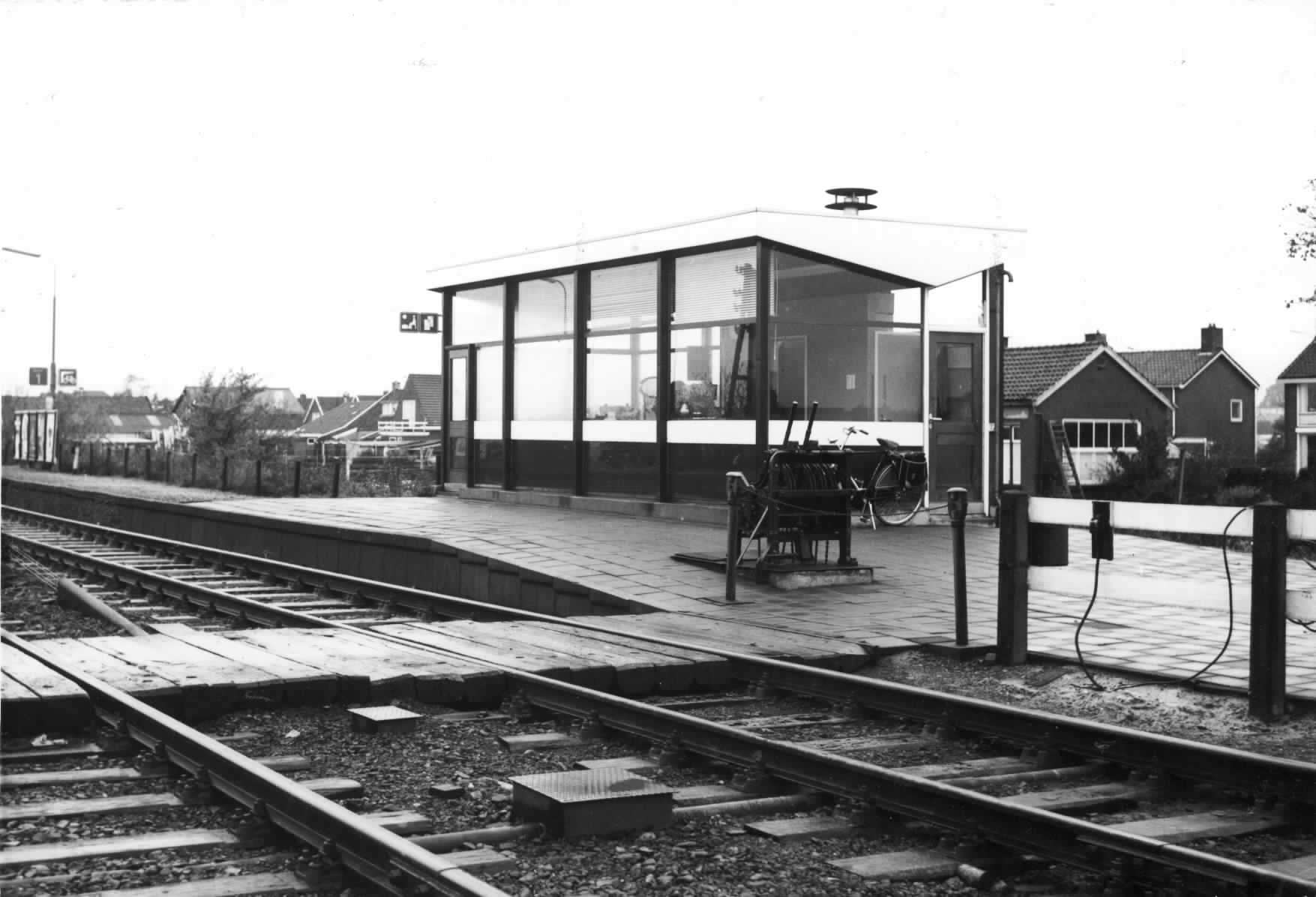
Het station in 1970
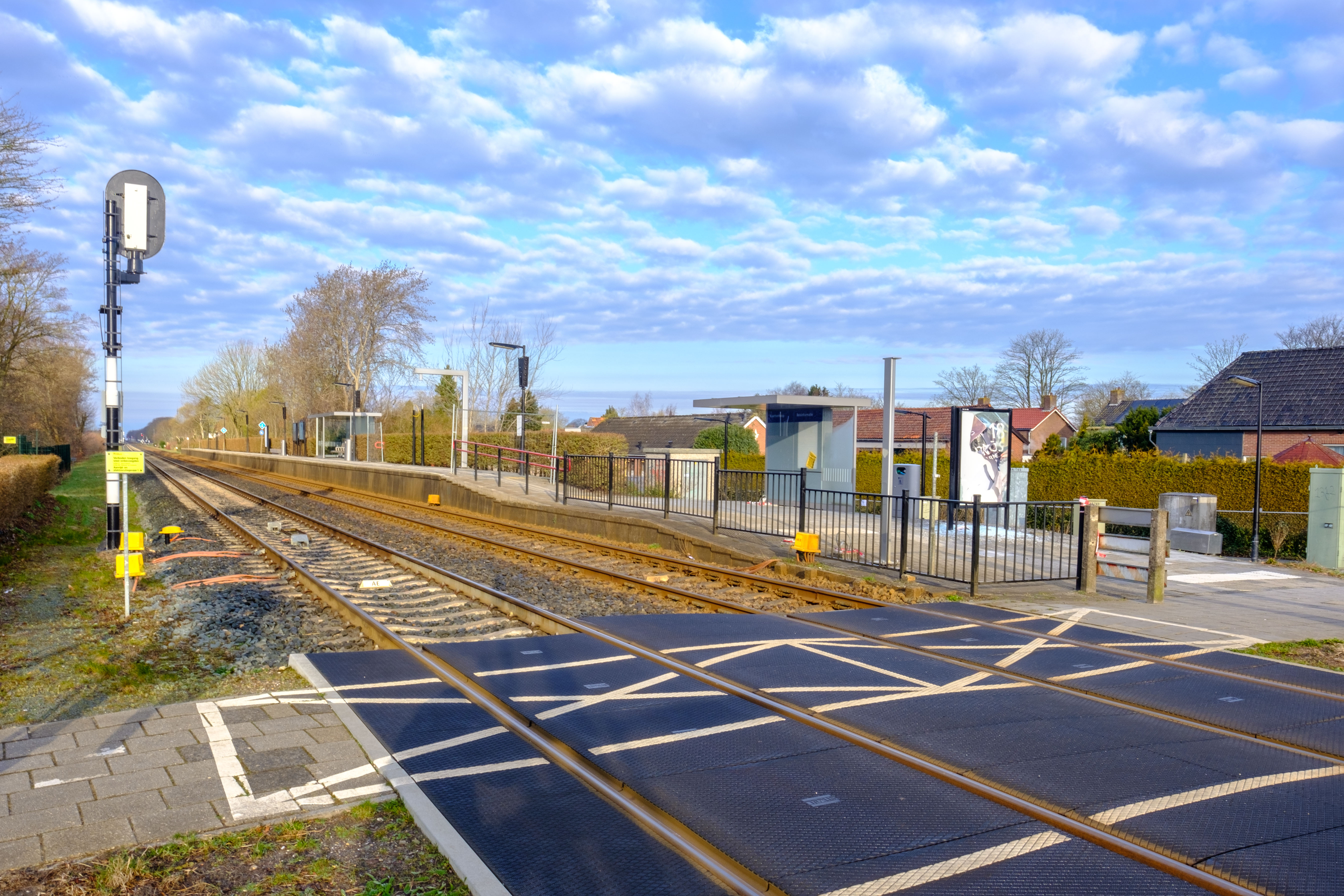
Het station vlak na de sluiting in 2021

−0,2: Harlingen Haven ·
1,1: Harlingen ·
9,6: Franeker ·
15,5: Dronryp ·
21,9: Deinum ·
24,9: Leeuwarden ·
28,0: Achter de Hoven ·
29,7: Leeuwarden Camminghaburen ·
31,3: Ouddeel ·
34,4: Tietjerk ·
36,1: Hurdegaryp ·
40,2: Feanwâlden ·
43,6: De Westereen ·
46,8: Wildpad ·
47,3: Veenklooster-Twijzel ·
50,9: Buitenpost ·
57,8: Visvliet ·
61,9: Grijpskerk ·
68,7: Zuidhorn ·
72,2: Den Horn ·
75,3: Hoogkerk-Vierverlaten ·
80,4: Groningen ·
82,0: Groningen Europapark ·
88,4: Westerbroek ·
92,4: Kropswolde ·
93,7: Martenshoek ·
95,6: Hoogezand-Sappemeer ·
97,2: Sappemeer Oost ·
98,0: Scholte ·
102,2: Zuidbroek ·
109,7: Scheemda ·
111,5: Heiligerlee ·
114,6: Winschoten ·
121,9: Ulsda ·
126,8: Bad Nieuweschans
Appingedam · 
Bad Nieuweschans ·
Baflo · 
Bedum · 
Delfzijl · 
-West · 
Eemshaven ·
Grijpskerk · 
Groningen · 
-Europapark ·
-Noord ·
Haren · 
Hoogezand-Sappemeer · 
Kropswolde · 
Loppersum · 
Martenshoek · 
Roodeschool · 
Sauwerd · 
Scheemda · 
Stedum · 
Uithuizen · 
Uithuizermeeden · 
Usquert · 
Veendam · 
Warffum · 
Winschoten · 
Winsum · 
Zuidbroek · 
Zuidhorn
Voormalige stations: zie de lijst van voormalige spoorwegstations in Groningen